# Suitland
Suitland es un lugar designado por el censo ubicado en el condado de Prince George en el estado estadounidense de Maryland. En el Censo de 2010 tenía una población de 25.825 habitantes y una densidad poblacional de 2.344,48 personas por km².

## Geografía
Suitland se encuentra ubicado en las coordenadas 38°50′56″N 76°55′22″O / 38.84889, -76.92278. Según la Oficina del Censo de los Estados Unidos, Suitland tiene una superficie total de 11.02 km², de la cual 11.01 km² corresponden a tierra firme y (0.02%) 0 km² es agua.

## Demografía
Según el censo de 2010, había 25.825 personas residiendo en Suitland. La densidad de población era de 2.344,48 hab./km². De los 25.825 habitantes, Suitland estaba compuesto por el 2.57% blancos, el 91.95% eran afroamericanos, el 0.4% eran amerindios, el 0.34% eran asiáticos, el 0.05% eran isleños del Pacífico, el 2.6% eran de otras razas y el 2.09% pertenecían a dos o más razas. Del total de la población el 4.74% eran hispanos o latinos de cualquier raza.